# Saint-André-de-Roquelongue
Saint-André-de-Roquelongue  es una localidad  y comuna francesa, situada en el departamento del Aude en la región administrativa de Languedoc-Rosellón y en la región natural de las Corbières.

## Demografía
| 760 | 813 | 756 | 680 | 755 | 828 |
| Para los censos de 1962 a 1999 la población legal corresponde a la población sin duplicidades (Fuente: INSEE [Consultar]) |     |     |     |     |     |